# Pachypanchax sakaramyi

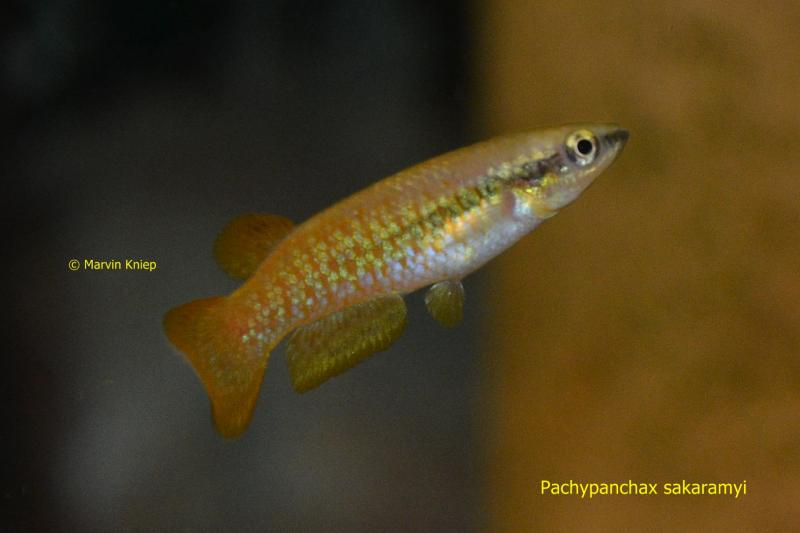
Juveniles Männchen von Pachypanchax sakaramyi

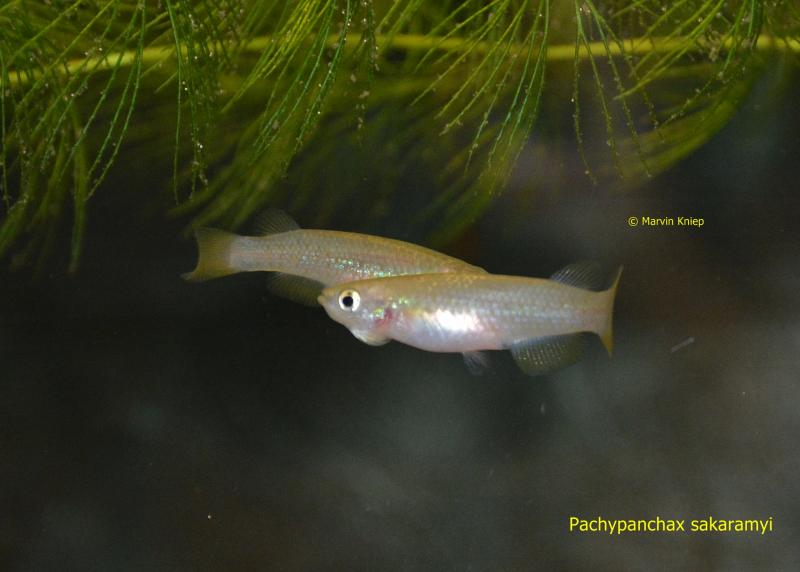
Zwei juvenile Weibchen von Pachypanchax sakaramyi

Pachypanchax sakaramyi ist ein vom Aussterben bedrohter Fisch auf Madagaskar. Benannt ist er nach dem Sakaramy River, dem Fluss, in dem die Typusexemplare gefangen wurden.

## Verbreitung und Lebensraum
Der Süßwasserfisch bewohnt strömungsreiche Fließgewässer und die Nebengewässer tiefer gelegener Kraterseen des Ambohitra-Massivs im Norden Madagaskars. Exemplare aller Größen halten sich sowohl in schnell strömenden wie auch in ruhigen Bereichen auf, die größere Zahl von Individuen findet sich allerdings in letzteren. Die Heimatgewässer von P. sakaramyi sind klar und mit einem pH-Wert von 7,2 bis 7,5 leicht alkalisch. Sie führen nur wenig gelöste Salze mit sich und sind daher mit zwei bis vier Grad deutscher Härte relativ weich und weisen einen recht geringen Leitwert von etwa 58 bis 75 μS/cm² auf.

## Erscheinung
Im Habitus entspricht P. sakaramyi dem typischen Erscheinungsbild der Gattung Pachypanchax. Er erreicht eine Gesamtlänge von acht Zentimetern. Es kommen grüne und rote Formen vor, Die weit hinten stehende Rückenflosse beginnt über dem zehnten und elften Strahl der Afterflosse. Diese beiden Flossen sind hellbraun gefärbt und tragen jeweils ein rauchgraues Band. Die Brustflossen sind farblos und transparent. Bis auf einen beigefarbenen Ansatz sind die Bauchflossen ebenfalls transparent. Die Schwanzflosse trägt ein Muster hellbrauner Flecken. Von Pachypanchax omalonotus, dem früher als Unterart diskutierten Madagaskar-Hechtling, unterscheidet sich Pachypanchax sakaramyi nur wenig. Die beiden Arten sind zudem uneingeschränkt kreuzbar.

## Lebensweise
P. sakaramyi ernährt sich vorwiegend von Anflugnahrung und kleinen wasserbewohnenden Wirbellosen. Da er sein Habitat ursprünglich nicht mit anderen Fischarten teilen musste, sind seine einzigen natürlichen Fressfeinde der Madagaskarzwergfischer (Alcedo vintsioides), räuberisch lebende Insektenlarven und Großarmgarnelen (Macrobrachium). Junge Exemplare leben im ufernahen Flachwasser in losen Verbänden bis etwa ein Dutzend Tiere. Mit dem Erreichen der Fortpflanzungsfähigkeit suchen sie auch häufig tieferes Wasser abseits des Ufers auf. Im Erwachsenenalter lebt P. sakaramyi solitär. Weibliche Tiere bewegen sich vorwiegend langsam und unternehmen häufige Stopps, die Männchen sind in ständiger Bewegung. Obwohl kein Territorialverhalten beobachtbar ist, deuten die Flossenverletzungen wild gefangener Männchen auf gelegentliche, heftige Auseinandersetzungen hin. Die Laichzeit ist entweder nicht saisonal begrenzt oder äußerst langwierig vom Beginn des Frühjahrs bis in den Herbst. Die mit den gattungsüblichen Ritualen ausgeführte Paarung erfolgt an überspülten Zweigen oder zwischen großen Steinen am Gewässergrund und kann mehrmals in schneller Folge wiederholt werden.

## Status
Aus dem größten Teil seines ursprünglichen Lebensraums ist P. sakaramyi verschwunden. Eine der Ursachen ist die Abholzung des Ambohitra-Massivs und deren negative Auswirkungen auf den lokalen Wasserhaushalt. Ehemals ständig bestehende Kleingewässer führen nicht mehr ganzjährig Wasser. Ein ernstes Problem ist auch der auf die Brut von P. sakaramyi ausgeübte Fraßdruck durch eingeführte Fischarten wie Guppys (Poecilia reticulata) und einen Vertreter der Gambusen, Gambusia holbrooki. Ein großer Teil des ursprünglichen Habitats ging verloren, seit im Jahr 2000 die Quelle des Sakaramy zur Trinkwassergewinnung für mehrere Privathäuser und das Gästehaus eines Benediktinerklosters erschlossen wurde. Die IUCN führt P. sakaramyi daher als critically endangered („vom Aussterben bedroht“).